# Теннисная ракетка
Те́ннисная раке́тка — ракетка, предназначенная для игры в теннис.

## История
Слово «ракетка» происходит от арабского «рахат» (rakhat), означающего ладонь руки. История игры с мячом уходит далеко назад в древнюю Ассирию, Вавилон, Грецию и Рим. Сначала для игры использовалась ладонь, затем к ладони стали прикреплять кожаную или деревянную накладку, а затем стали использовать предмет, отдаленно напоминающий современную ракетку. Появление игр с ракеткой в Европе принято соотносить со средними веками. В это же время появляются и первые мастерские по изготовлению ракеток и мячей. Первые теннисные ракетки делались из дерева, а струны — из жил животных.
Однако датой возникновения современного тенниса считают 1874 год, когда англичанин У. Уингфилд получил патент на правила новой игры, названной им «сферистикой» (впоследствии переименованной в «лаун-теннис»).

## Описание
Современная теннисная ракетка — это продукт высоких технологий. Сейчас в теннис играют графитовыми ракетками, которые благодаря своим прекрасным игровым качествам вытеснили и деревянные, и металлические, и стеклопластиковые ракетки. Впрочем, дешевые ракетки из лёгких металлических сплавов все ещё выпускаются для любителей и детей. Профессиональные игроки используют ракетки, основу которых составляет т. н. углеволокно — тонкие нити, получаемые из углеродосодержащих волокон (вискозных, акриловых и т. п.) в результате сложной технологической цепочки. Разнообразные физические свойства ракеток достигаются комбинацией углеволокон с другими материалами, а также использованием различных технологических ухищрений. Эти комбинации материалов и технологий принято вводить в паспортные данные ракетки в виде записей Composition и Technologies, которые, как правило, наносятся на обод ракетки, например: «Composition: 100% Graphite»; «Composition: graphite/Kevlar»; «Composition: LiquidMetal Titanium/Graphite and Piezzo Electric Fibers»; «Composition: Hipercarbon».
«Technologies» патентуются фирмами-изготовителями и поэтому имеют фирменную принадлежность.
Babolat: Aero Modular, Woofer, Carbon Nanotube, Aerobeam, Cortex, Smart Grip.
Head: Flexpoint, LiquidMetal, Total Sweetspot Construction, Intellifiber, Titanium, AnTi.Torsion System, TwinTube Construction, Metallix, LMS, MicroGel.
Prince: O3 Speedport, Triple Threat (Triple Braid), Tungsten Triple Threat (Triple Braid), GraphiteExtreme, Morph Beam, Sweet Spot Suspension, More Performance.
Wilson: nCode, Triad Technology with Iso.Zorb, Hyper Carbon, Hammer Technology, Stretch, Perimeter Weighting System, Dual Taper Beam, Slingshot-Yoke, Iso-Zorb Grommets, nZone, (K)arophite Black.
Международная федерация тенниса (ITF) в теннисных правилах регламентировала требования к ракеткам. Лимитируются длина ракетки (в сторону увеличения), размер головки (в сторону увеличения), равномерность расположения струн, наличие приспособлений на ракетке (в том числе механических и электронных). Длина ракетки не должна превышать 29 дюймов (73,66 см), при этом номинальный размер для взрослых составляет 27 дюймов (68,58 см), для юношей и детей рекомендован следующий ряд: 26, 24, 21, 19 дюймов. Ширина ракетки не должна превышать 12,5 дюймов (31,75 см), а размер струнной поверхности ракетки (СПР), то есть внутренний размер (до обода) — 11,5 дюймов (29,21 см) в ширину и 15,5 дюймов (39,37 см) в длину. Обычно изготовители ракеток не приводят линейных размеров головок ракеток, они паспортизуют площадь струнной поверхности ракетки (СПР).
| Размер головки ракетки               | дюйм²   | см²     |
| ------------------------------------ | ------- | ------- |
| Standard (старые деревянные ракетки) | 60      | 426     |
| Midsize (средний)                    | 70—89   | 452—574 |
| Midplus (или Mid-over) (средний +)   | 90—105  | 580—677 |
| Oversize (большой)                   | 110—115 | 710—742 |
| Super Oversize (очень большой)       | 116—135 | 748—871 |

Нормируются (но не лимитируется) размер ручки, жесткость, вес, баланс, момент инерции ракетки, некоторые фирмы нормируют такие психофизические параметры как мощность, управляемость, стиль замаха и т. п.
Игровые качества ракетки определяются физикой взаимодействия её с мячом, которая описана в работах [1,2,3]. Согласно этим работам на ракетке выделяют кроме обычных конструкционных элементов: головки, шейки и ручки, также т. н.
«замечательные точки» ракетки, определяющие индивидуальные игровые свойства ракетки.
На рисунке обозначены следующие замечательные точки ракетки: узел колебаний основной моды (в виде кривой линии), второй узел колебаний расположен в районе ручки (не показан); центр перкуссии (геометрический центр СПР); точка максимального отскока мяча, расположенная на т. н. «сладком пятне» (яйцеобразная зона на СПР); центр тяжести (Ц. Т.) ракетки; точка опоры s,
отстоящая от пятки ракетки на 10 см. (от этой точки измеряется момент инерции ракетки (swingweight); точка нулевой отдачи (точка Агашина).
В процессе конкурентной борьбы на рынке производителей ракеток сформировалась более-менее устойчивая «группировка» из двух десятков фирм, основные из них Babolat, Cayman, Dunlop, Gamma, Gosen, Fischer, Head, Kneissl, Prince, Pro Kennex, Slazenger, Spalding, Volkl, Wavex, Weed, Wilson, Wonderwand, Yonex. Каждая произведённая этими фирмами ракетка имеет свой индивидуальный номер, как правило, защищённый голограммой от подделок. Модели (или серии) ракеток имеют название, зачастую им присваивают имена сильнейших теннисистов мира (Чанг, Шарапова). Кроме того, фирмы изготавливают ракетки под уровень игры теннисистов (PRO, CLUB, TUR и т. п.), так как чем выше мастерство теннисиста, тем более чувствителен он к параметрам ракетки. Профессионалы высокого уровня, как правило, играют ракетками, выполненными фирмами по индивидуальному заказу, учитывающими их игровые и анатомические особенности. Обновление моделей происходит примерно через год — два, но наиболее популярные модели могут производиться и на протяжении более длительного срока.
Теннисная ракетка подбирается индивидуально под каждого игрока, также индивидуально выбирается теннисистом наиболее удобная хватка ракетки для каждого удара.